# Dune: Prophecy
Dune: Prophecy (en España, Dune: la profecía; en Hispanoamérica, Duna: la profecía) es una serie de televisión estadounidense de ciencia ficción ambientada en el universo de Dune creado por Frank Herbert, para el servicio de streaming, Max. Centrándose en los orígenes de Bene Gesserit, una exclusiva y poderosa hermandad que se somete a un intenso entrenamiento físico y acondicionamiento mental para obtener habilidades sobrehumanas, tiene lugar aproximadamente 10.000 años antes de los acontecimientos de la novela, Dune (1965) y sirve como precuela de Dune (2021) de Denis Villeneuve. La serie está producida por Legendary Television, con Alison Schapker como showrunner, escritora y productora ejecutiva.
Durante la adquisición de los derechos cinematográficos y televisivos de la franquicia Dune en 2016 por parte de Legendary Entertainment, comenzaron el desarrollo de una adaptación cinematográfica de dos partes con Villeneuve como director. Legendary Television encargó la serie en 2019, siendo un proyecto derivado de las películas de Villeneuve. Varias figuras creativas se unieron en ese año, y luego de revisiones creativas, Schapker se convirtió en el showrunner con Anna Foerster como directora de múltiples episodios en junio de 2023. Mientras tanto, el casting se llevó a cabo desde noviembre de 2022 hasta junio de 2023. El rodaje comenzó en noviembre de 2022 en Budapest y Jordania y concluyó en diciembre de 2023.
El primer episodio de la serie se estrenó en Max el 17 de noviembre de 2024. Según HBO, fue visto por 15 millones de personas a nivel mundial durante su primer mes al aire. El 19 de diciembre, tres días antes del estreno del sexto y último episodio de la temporada 1, se anunció que Dune: Prophecy fue renovada para una segunda temporada.

## Premisa
Ambientada 10.000 años antes de los acontecimientos de Dune, la serie sigue a las hermanas Valya y Tula Harkonnen mientras luchan contra fuerzas que amenazan el futuro de la humanidad y establecen la legendaria secta conocida como Bene Gesserit.

## Elenco

### Principal
- Emily Watson como Valya Harkonnen[4]
- Olivia Williams como Tula Harkonnen[5]
- Jodhi May como la Emperatriz Natalya,[5] [5] "una formidable realeza que unió miles de mundos en su matrimonio con el emperador Corrino".[6]
- Sarah-Sofie Boussnina como la princesa Ynez, "una joven princesa independiente que se enfrenta a las presiones de su responsabilidad como heredera del Trono del León de Oro".[7]
- Shalom Brune-Franklin como Mikaela, "una mujer Fremen de carácter fuerte que sirve a la familia real mientras anhela un planeta natal que nunca conoció".[7]
- Faoileann Cunningham como la hermana Jen, "una acólita feroz e impredecible en formación en la Sisterhood School que rara vez revela su núcleo emocional".[7]
- Aoife Hinds como la hermana Emeline, "una celosa acólita descendiente de una larga línea de mártires, que lleva una religión ferviente a su formación en la Hermandad".[7]
- Chloe Lea como Lila, "la acólita más joven de Sisterhood School con una profunda empatía más allá de su edad".[7]
- Travis Fimmel como Desmond Hart, "un soldado carismático con un pasado enigmático, que busca ganarse la confianza del Emperador a expensas de la Hermandad".[3]
- Mark Strong como el emperador Javicco Corrino, "un hombre de un gran linaje de emperadores en tiempos de guerra, llamado a gobernar el Imperio y gestionar una paz frágil".[1]
- Jade Anouka como la hermana Theodosia, "una acólita talentosa y ambiciosa de la Hermandad que guarda un peligroso secreto sobre su pasado".[1]
- Chris Mason como Keiran Atreides, "un maestro de la espada de una gran casa cuya ambición de estar a la altura de su apellido se ve interrumpida cuando forma una conexión inesperada con un miembro de la familia real".[1]

### Recurrentes
- Josh Heuston como Constantine Corrino, el hijo ilegítimo de Javicco que está "dividido entre buscar la aprobación de su padre y su propia felicidad".[8]
- Edward Davis como Harrow Harkonnen, un "político en ascenso de una otrora gran familia, que alberga un fuerte deseo de elevar su Casa a su antigua gloria".[8]
- Tabu como Hermana Francesca.
- Hannah Khalique-Brown como la hermana Farouz[9]

## Producción

### Desarrollo
En noviembre de 2016, Legendary Entertainment adquirió los derechos cinematográficos y televisivos de la novela Dune de 1965 de Frank Herbert. Legendary eventualmente se puso en contacto con Denis Villeneuve para dirigir una adaptación cinematográfica en dos partes de la novela el mes siguiente, y fue confirmado como director en febrero de 2017. Legendary Television anunció un pedido de serie completa de Dune: The Sisterhood en junio de 2019, producida para el entonces servicio de streaming de WarnerMedia, HBO Max. La serie se centraría en la orden Bene Gesserit y serviría como precuela de Dune (2021). Villeneuve iba a dirigir y producir el piloto de la serie con Jon Spaihts escribiendo el guion. Ambos se desempeñarían como productores ejecutivos junto a Byron Merritt, Kim Herbert, Kevin J. Anderson y el hijo de Herbert, Brian. Villeneuve dijo: "Las Bene Gesserit siempre han sido fascinantes para mí. Centrar una serie en torno a ese poderoso orden de mujeres no sólo me pareció relevante e inspirador, sino también un escenario dinámico para la serie de televisión".
Poco después de su anuncio, el proyecto recibió críticas por la falta de creativas femeninas a excepción de la nieta de Herbert, Kim Herbert. Dana Calvo fue contratada en julio de 2019 para actuar como showrunner junto a Spaihts. En noviembre de 2019, Spaihts dejó la serie para centrarse en Dune: Part Two (2024). The Hollywood Reporter informó que Legendary Television "no estaban contentos" con el trabajo inicial de Spaihts como showrunner y optó por despedirlo. Diane Ademu-John había sido contratada como nueva showrunner en julio de 2021. A medida que avanzaba la producción de Dune: Part Two, Villeneuve ya no pudo dirigir y fue reemplazado por Johan Renck como director de los dos primeros episodios en abril de 2022. Poco después de que comenzara la producción, Diane Ademu-John abandonó el proyecto como co-showrunner pero siguió siendo la productora ejecutiva; esto dejó a Alison Schapker como única showrunner. En febrero de 2023, Renck también abandonó el proyecto, lo que provocó que el proyecto se interrumpiera. Fue reemplazado por Anna Foerster ese junio, quien dirigiría varios episodios, incluido el piloto. En noviembre de 2023, la serie pasó a llamarse Dune: Prophecy y se estrenaría en el nuevo servicio de streaming de WarnerMedia, Max.

### Casting
En octubre, Emily Watson, Shirley Henderson, Indira Varma, Sarah-Sofie Boussnina, Shalom Brune-Franklin, Faoileann Cunningham, Aoife Hinds y Chloe Lea fueron elegidas para protagonizar la serie. Travis Fimmel se unió al elenco el mes siguiente. El 1 de diciembre de 2022, Mark Strong, Jade Anouka y Chris Mason se unieron al elenco en papeles protagónicos. Josh Heuston y Edward Davis se uniría en roles recurrentes más tarde ese mes. Durante la salida de Renck en febrero de 2023, Henderson también se fue. En junio, Olivia Williams fue elegida para reemplazar a Henderson, con Jodhi May elegida para reemplazar a Varma, quien Salió de la serie debido a conflictos de agenda.

### Rodaje
Originalmente, la serie estaba programada para comenzar a filmarse el 2 de noviembre de 2020, en Budapest y Jordania. La producción comenzó el 22 de noviembre de 2022, bajo el título provisional Dune: The Sisterhood, y Renck confirmó el inicio en su cuenta de Instagram. En julio de 2023, Deadline Hollywood informó que la producción se reanudaría en Budapest en medio de las huelgas WGA y la SAG debido al talento de la serie que trabaja bajo el sindicato Equity con sede en el Reino Unido. El rodaje concluyó en diciembre de 2023, con Pierre Gill como director de fotografía principal. Gill no utilizó la tecnología de producción virtual StageCraft, que había utilizado previamente en Percy Jackson y los dioses del Olimpo, ya que la producción se basó principalmente en conjuntos prácticos y valores de producción.

### Música
Jónsi fue contratado originalmente para componer la música del programa. Sin embargo, en octubre de 2023, Volker Bertelmann debía componer la partitura de la serie.

## Estreno
Dune: Prophecy fue estrenado para Max el 18 de noviembre de 2024.